# Breze
Porodica breza (lat. Betulaceae) uključuje šest rodova listopadnog drveća i žbunova, čiji je plod orah, uključujući breze, jove, leske, grabove, lešnik-grabove i belograbiće sa ukupno 167 vrsta. Uglavnom su prisutni u umerenom delu Severne hemisfere, uz nekoliko vrsta u Južnoj hemisferi – na Andima u Južnoj Americi. Njihov tipičan cvet je resa, koja se često pojavljuje pre lišća.
U prošlosti, porodica je često deljena na dve porodice, Betulaceae (rodovi Alnus i Betula) i Corylaceae (ostatak). Nedavni pristupi, uključujući i Grupu za filogeniju angiospermi, ove dve grupe opisuju kao potporodice unutar proširene porodice Betulaceae: Betuloideae i Coryloideae. Dijagnostički gledano, Betulaceae su vrlo slične porodici Rosaceae i drugim porodicama motiva ruža.

## Evolucijska istorija
Veruje se da su se Betulaceae pojavile na kraju perioda krede (pre oko 70 miliona godina) u Centralnoj Kini. Ova regija je u to vreme imala mediteransku klimu (zbog blizine Tetiskog mora), koje je u ranom periodu tercijara pokrivalo delove današnjeg Tibeta i Sinkjanga. Ovaj centar porekla podržva i činjenica da su svih šest rodova i 52 vrsta poreklom iz ovog kraja, od kojih su mnoge endemske. Veruje se da su se svih šest modernih rodova u potpunosti odvojili od oligocena, sa svim rodovima u porodici (s izuzetkom Ostryopsis), sa fosilnim ostatacima koji sežu u prošlost od najmanje 20 miliona godina pre sadašnjosti.
Prema molekulskoj filogeniji, najbliži srodnici Betulaceae su Casuarinaceae, jedna grupa hrastova.

## Upotreba
Obična leska (Corylus avellana) i velika leska (Corylus maxima) su značajne voćnjačke biljke, koje se uzgajaju zbog jestivog ploda oraha, poznatog kao lešnik.
Drugi rodovi uključuju brojno popularno ukrasno drveće, široko zasađivano u parkovima i velikim vrtovima; nekoliko breza se posebno vrednuju zbog glatkih i jarkih boja kore.
Drvo je obično tvrdo, žilavo i teško, posebno kod grabova; nekoliko vrsta su bile od velikog značaja u prošlosti, tamo gde je bilo potrebno vrlo tvrdo drvo, koje je u stanju da izdrži teška habanja, kao što je za kostur korpi, vodene točkove, zupčanike, ručke za alat, daske za rezanje i drvene klinove. U većini ovih vidova upotrebe, drvo je sada zamenjeno metalima ili nekim od veštačkih materijala.

## Filogenetička sistematika
Moderna molekularna filogenija sugeriše sledeće relacije:
|  |                                     |
|  |                                     |
|  | \| \| \| \| \| \| \| \| \| \| \| \| |
|  |                                     |
|  |                                     |
|  |                                     |
|  |                                     |
|  |                                     |

|  |  |
|  |  |
|  |  |
|  |  |

|  |                                     |
|  |                                     |
|  | \| \| \| \| \| \| \| \| \| \| \| \| |
|  |                                     |
|  |                                     |
|  |                                     |
|  |                                     |
|  |                                     |

|  |  |
|  |  |
|  |  |
|  |  |

|  |  |
|  |  |
|  |  |
|  |  |

|  |                                     |
|  |                                     |
|  | \| \| \| \| \| \| \| \| \| \| \| \| |
|  |                                     |
|  |                                     |
|  |                                     |
|  |                                     |
|  |                                     |

|  |  |
|  |  |
|  |  |
|  |  |

|  |                                     |
|  |                                     |
|  | \| \| \| \| \| \| \| \| \| \| \| \| |
|  |                                     |
|  |                                     |
|  |                                     |
|  |                                     |
|  |                                     |

|  |  |
|  |  |
|  |  |
|  |  |

|  |  |
|  |  |
|  |  |
|  |  |

|  |                                     |
|  |                                     |
|  | \| \| \| \| \| \| \| \| \| \| \| \| |
|  |                                     |
|  |                                     |
|  |                                     |
|  |                                     |
|  |                                     |

|  |  |
|  |  |
|  |  |
|  |  |

|  |                                     |
|  |                                     |
|  | \| \| \| \| \| \| \| \| \| \| \| \| |
|  |                                     |
|  |                                     |
|  |                                     |
|  |                                     |
|  |                                     |

|  |  |
|  |  |
|  |  |
|  |  |

|  |  |
|  |  |
|  |  |
|  |  |

|  |                                     |
|  |                                     |
|  | \| \| \| \| \| \| \| \| \| \| \| \| |
|  |                                     |
|  |                                     |
|  |                                     |
|  |                                     |
|  |                                     |

|  |  |
|  |  |
|  |  |
|  |  |

|  |                                     |
|  |                                     |
|  | \| \| \| \| \| \| \| \| \| \| \| \| |
|  |                                     |
|  |                                     |
|  |                                     |
|  |                                     |
|  |                                     |

|  |  |
|  |  |
|  |  |
|  |  |

|  |  |
|  |  |
|  |  |
|  |  |

## Taksonomija

### Vrste
- [8][9]
- [10][11]

## Literatura
- Simpson, Michael G. (2011). Plant Systematics. Academic Press. ISBN 978-0-08-051404-8. Приступљено 12. 2. 2014.
- Kelvin S.-H. Peh; Richard T. Corlett; Yves Bergeron, ур. (2015). Routledge Handbook of Forest Ecology. Routledge. стр. 12. ISBN 978-0-415-73545-2.
- Sofradžija, A.; Šoljan D.; Hadžiselimović R. (2004). Biologija 1. Svjetlost, Sarajevo. ISBN 978-9958-10-686-6.
- Simpson, Michael G. (2011). Plant Systematics. Academic Press. ISBN 978-0-08-051404-8. Приступљено 12. 2. 2014.
- Chen, Z.D., Manchester, S.R., & Sun, H.Y., 1999. Phylogeny and evolution of the Betulaceae as inferred from DNA sequences, morphology, and palaeobotany. American Journal of Botany, 86: 1168-1181.
- Cantino, Philip D.; Doyle, James A.; Graham, Sean W.; Judd, Walter S.; Olmstead, Richard G.; Soltis, Douglas E.; Soltis, Pamela S.; Donoghue, Michael J. (2007), „Towards a phylogenetic nomenclature of Tracheophyta”, Taxon, 56 (3): E1—E44, JSTOR 25065865, doi:10.2307/25065865
- Byng, James W. (16. 10. 2014), The Flowering Plants Handbook, Plant Gateway, doi:10.13140/2.1.1849.8566
- Chase, Mark W.; Soltis, Douglas E.; Olmstead, Richard G.; Morgan, David; Les, Donald H.; Mishler, Brent D.; Duvall, Melvin R.; Price, Robert A.; Hills, Harold G.; Qiu, Yin-Long; Kron, Kathleen A.; Rettig, Jeffrey H.; Conti, Elena; Palmer, Jeffrey D.; Manhart, James R.; Sytsma, Kenneth J.; Michaels, Helen J.; Kress, W. John; Karol, Kenneth G.; Clark, W. Dennis; Hedren, Mikael; Gaut, Brandon S.; Jansen, Robert K.; Kim, Ki-Joong; Wimpee, Charles F.; Smith, James F.; Furnier, Glenn R.; Strauss, Steven H.; Xiang, Qui-Yun; Plunkett, Gregory M.; Soltis, Pamela S.; Swensen, Susan M.; Williams, Stephen E.; Gadek, Paul A.; Quinn, Christopher J.; Eguiarte, Luis E.; Golenberg, Edward; Learn, Gerald H.; Graham, Sean W.; Barrett, Spencer C. H.; Dayanandan, Selvadurai; Albert, Victor A. (1993), „Phylogenetics of Seed Plants: An Analysis of Nucleotide Sequences from the Plastid Gene rbcL” (PDF), Annals of the Missouri Botanical Garden, 80 (3): 528, JSTOR 2399846, doi:10.2307/2399846
- Chase, M.W.; Reveal, J.L.; Fay, M.F. (2009), „A subfamilial classification for the expanded asparagalean families Amaryllidaceae, Asparagaceae and Xanthorrhoeaceae”, Botanical Journal of the Linnean Society, 161 (2): 132—136, doi:10.1111/j.1095-8339.2009.00999.x
- Soltis, D.E.; Soltis, P.S.; Endress, P.K.; Chase, M.W. (2005), Phylogeny and Evolution of Angiosperms, Sunderland, Massachusetts: Sinauer, ISBN 978-0-87893-817-9
- Stace, Clive (2010), New Flora of the British Isles (3rd изд.), Cambridge, UK: Cambridge University Press, ISBN 9781139486491
- Maiti, Gaurgopal; Mukherjee, Sobhan Kr., ур. (2012), Multidisciplinary approaches in angiosperm systematics: XVIIIth Annual Conference of IAAT and International Seminar on 'Multidisciplinary Approaches in Angiosperm Systematics', held in the Department of Botany, University of Kalyani, Kalyani, Nadia, Kalyani, West Bengal: University of Kalyani, ISBN 978-93-5067-867-1, Приступљено 31. 8. 2015
- Soltis, D. E.; Smith, S. A.; Cellinese, N.; Wurdack, K. J.; Tank, D. C.; Brockington, S. F.; Refulio-Rodriguez, N. F.; Walker, J. B.; Moore, M. J.; Carlsward, B. S.; Bell, C. D.; Latvis, M.; Crawley, S.; Black, C.; Diouf, D.; Xi, Z.; Rushworth, C. A.; Gitzendanner, M. A.; Sytsma, K. J.; Qiu, Y.-L.; Hilu, K. W.; Davis, C. C.; Sanderson, M. J.; Beaman, R. S.; Olmstead, R. G.; Judd, W. S.; Donoghue, M. J.; Soltis, P. S. (8. 4. 2011). „Angiosperm phylogeny: 17 genes, 640 taxa”. American Journal of Botany. 98 (4): 704—730. PMID 21613169. doi:10.3732/ajb.1000404.
- Wearn, James A.; Chase, Mark W.; Mabberley, David J.; Couch, Charlotte (јун 2013), „Utilizing a phylogenetic plant classification for systematic arrangements in botanic gardens and herbaria”, Botanical Journal of the Linnean Society, 172 (2): 127—141, doi:10.1111/boj.12031
- World Checklist of Selected Plant Families, Royal Botanic Gardens, Kew, Приступљено 26. 11. 2015
- Bhattacharyya, P.K.; Bhattacharyya, Kaustuv, "Comparison of the Angiosperm Phylogeny Group classification (2009) with that of the system of Takhtajan (2009) and a note on the Chase and Reveal (2009), Haston et al. (2009), and Mabberley (2008)", in Maiti & Mukherjee (2012), pp. 13–24
- Byng, James W; Chase, Mark; Christenhusz, Maarten; Stevens, Peter (2016). „Angiosperm phylogeny classification of flowering plants (APG IV) with the families organized alphabetically within orders”. Botanical Journal of the Linnean Society. 181.
- Chase, Mark W.; Reveal, James L. (2009), „A phylogenetic classification of the land plants to accompany APG III”, Botanical Journal of the Linnean Society, 161 (2): 122—127, doi:10.1111/j.1095-8339.2009.01002.x
- Christenhusz, Maarten J.M.; Vorontsova, Maria S.; Fay, Michael F.; Chase, Mark W. (август 2015), „Results from an online survey of family delimitation in angiosperms and ferns: recommendations to the Angiosperm Phylogeny Group for thorny problems in plant classification”, Botanical Journal of the Linnean Society, 178 (4): 501—528, doi:10.1111/boj.12285
- Haston, Elspeth; Richardson, James E.; Stevens, Peter F.; Chase, Mark W.; Harris, D.J. (2009), „The Linear Angiosperm Phylogeny Group (LAPG) III: a linear sequence of the families in APG III”, Botanical Journal of the Linnean Society, 161 (2): 128—131, doi:10.1111/j.1095-8339.2009.01000.x
- Reveal, J.L.; Chase, M.W. (2011). „APG III: Bibliographical Information and Synonymy of Magnoliidae” (PDF). Phytotaxa. 19: 71—134. doi:10.11646/phytotaxa.19.1.4.
- Haston, E.; Richardson, J.E.; Stevens, P.F.; Chase, M.W.; Harris, D.J. (2007), „A linear sequence of Angiosperm Phylogeny Group II families”, Taxon, 56 (1): 7—12
- Haston, Elspeth; Richardson, James E.; Stevens, Peter F.; Chase, Mark W.; Harris, David J. (2009). „The Linear Angiosperm Phylogeny Group (LAPG) III: a linear sequence of the families in APG III”. Botanical Journal of the Linnean Society. 161 (2): 128—131. doi:10.1111/j.1095-8339.2009.01000.x .
- Spears, Priscilla (2006), A tour of the flowering plants based on the classification system of the Angiosperm phylogeny group, St. Louis, Mo.: Missouri Botanical Garden Press, ISBN 978-1-930723-48-1
- Stevens, P.F. (2015) [1st. Pub. 2001], Angiosperm Phylogeny Website, Приступљено 11. 6. 2016
- Cole, Theodor C.H. (2015), „Angiosperm Phylogeny Group (APG) in jeopardy – Where have the flowers gone?”, PeerJ PrePrints: 3:e1517, doi:10.7287/peerj.preprints.1238v1
- Cole, Theodor C. H.; Hilger, Hartmut H.; Stevens, Peter F. (мај 2019), Angiosperm Phylogeny: Flowering Plant Systematics, doi:10.7287/peerj.preprints.2320v6, Приступљено 29. 11. 2019
- Fay, Michael (9. 5. 2016). „APG - classification by consensus”. Royal Botanic Gardens Kew. Приступљено 27. 5. 2019.
- „As easy as APG III - Scientists revise the system of classifying flowering plants”, Kew News, Royal Botanic Gardens, Kew, 22. 10. 2009, Архивирано из оригинала 4. 10. 2015. г., Приступљено 27. 11. 2015
- Angiosperm Phylogeny Group (1998), „An ordinal classification for the families of flowering plants”, Annals of the Missouri Botanical Garden, 85 (4): 531—553, JSTOR 2992015, doi:10.2307/2992015
- Angiosperm Phylogeny Group II (2003), Bremer, B., K. Bremer, M.W. Chase, J.L. Reveal, D.E. Soltis, P.S. Soltis & P.F. Stevens, „An update of the Angiosperm Phylogeny Group classification for the orders and families of flowering plants: APG II” (PDF), Botanical Journal of the Linnean Society, 141 (4): 399—436, doi:10.1046/j.1095-8339.2003.t01-1-00158.x, Архивирано из оригинала (PDF) 22. 10. 2020. г., Приступљено 21. 05. 2023
- Angiosperm Phylogeny Group III (2009), Bremer, B., K. Bremer, M.W. Chase, M.F. Fay, J.L. Reveal, D.E. Soltis, P.S. Soltis & P.F. Stevens, „An update of the Angiosperm Phylogeny Group classification for the orders and families of flowering plants: APG III”, Botanical Journal of the Linnean Society, 161 (2): 105—121, doi:10.1111/j.1095-8339.2009.00996.x
- Angiosperm Phylogeny Group IV (2016). „An update of the Angiosperm Phylogeny Group classification for the orders and families of flowering plants: APG IV”. Botanical Journal of the Linnean Society. 181 (1): 1—20. doi:10.1111/boj.12385 .